# Paludarium

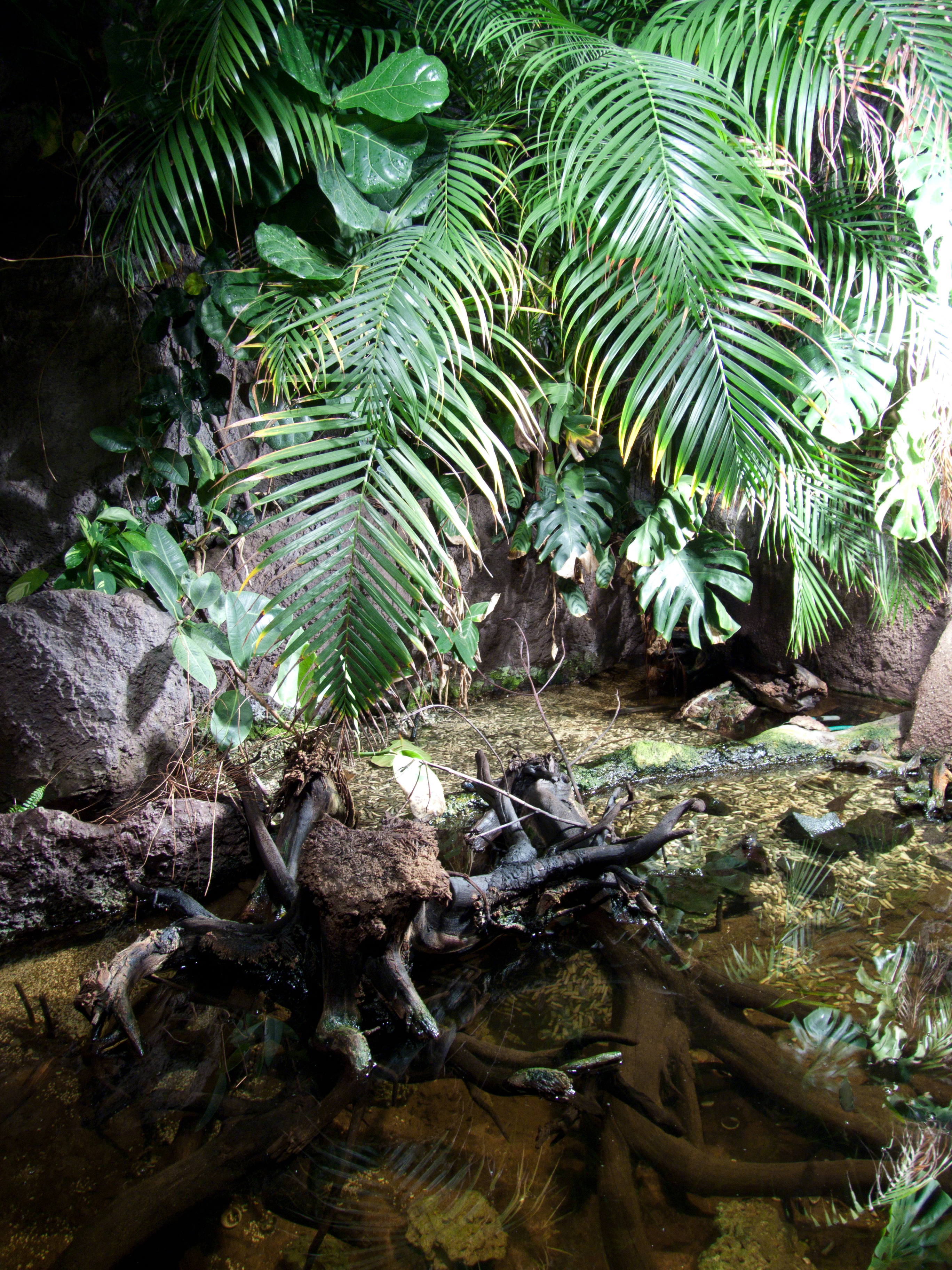
Paludarium w ogrodzie zoologicznym w Dieczynie

Paludarium – rodzaj akwaterrarium bądź terrarium o wysokiej wilgotności powietrza, przeznaczonego do hodowli roślin i zwierząt bagiennych lub pochodzących z deszczowego lasu tropikalnego – głównie płazów lub żółwi błotnych. Nazwa paludarium pochodzi od łacińskich słów palus (bagno, moczary) i arium (zamknięty pojemnik).
Paludarium to zazwyczaj zamknięte terrarium zawierające ziemię i zbiorniki wodne (akwaterrarium), służące celom estetycznym bądź uprawie roślin. 
Ze względu na zróżnicowany biotop w paludarium mogą występować różne rodzaje flory i fauny. Najczęściej hodowanymi zwierzętami są płazy, ryby oraz gady, jednakże niektórzy hodowcy trzymają w nich – poza wymienionymi – nawet owady i ptaki. Do hodowli w warunkach panujących w paludarium najbardziej nadają się gatunki zwierząt występujące w środowisku wodno-lądowym, na mokradłach, bagnach lub namorzynach.
Roślinność hodowana w paludariach to najczęściej gatunki występujące naturalnie w środowisku wilgotnym bądź wodno-lądowym. Paludarium daje możliwość pokazania środowiska, jakie powstaje na pograniczu wody i lądu. Obszar ten, nazywany strefą przejściową lub ekotonem, jest malowniczy oraz różnorodny pod względem zamieszkujących go gatunków i wykorzystuje tzw. efekt styku. Na tym swoistym pograniczu można spotkać zarówno gatunki typowe dla lądu i wody, jak również te, które upodobały sobie to unikatowe środowisko i występują wyłącznie w jego obrębie.